# Alegeri în Grecia
Alegerile în Grecia oferă informații despre alegeri și rezultatul alegerilor în Grecia.

## Alegerea legislaturii
Parlamentul Greciei (Vouli ton Ellinon) are 300 de membri, aleși pe 5 ani de un sistem reprezentat proporțional în 56 de circumscripții dintre care 48 au mai multe locuri iar 8 au doar câte un  loc. Locurile sunt stabilite în urma votului pe circumscripții, votanții pot selecta candidatul sau candidații preferați marcându-le numele pe buletinul de vot. Cu toate acestea, partidul care primește cel mai mare număr de voturi primește 40 de locuri suplimentare în Parlament, ocupate de candidații declarați necâștigători.
Cetățenii greci cu vârstă egală sau mai mare de 25 de ani (pot vota) sunt eligibili pentru a fi aleși în Parlament. 

### Circumscripții
Circumscripțiile au fost de mai multe locuri, și de cele mai multe ori coincid cu prefecturile. Numărul de locuri este ajustat o dată la 10 ani, după recensământul decenal al populației. Circumscripțile nu pot fi lipsite de reprezentanți, și nici nu se pot uni cu o altă prefectură. Dar pot fi totuși divizate în circumscripții mai mici dacă populația scade disproporțional. Totuși aceasta nu s-a întâmplat din 1967. Schimbările în ceea ce privește populația au părăsit 8 (Kefalonia, Lefkas, Eurytania, Grevena, Samos, Thesprotia, Phocis and Zakynthos) prefecturi cu un singur loc în parlament de fiecare, întrucât unele circumscripții urbane și suburbune au cunoscut creșteri mari în ceea ce privește numărul lor de locuri alocate în Parlament scaunul de-a lungul anilor. 
De exemplu circumscripția "Atena B" (care include cea mai mare parte a Zona metropolitană Atena dar exculde Municipalitatea Atena aceasta formând circumscripția "Atena A") cuprinde aproximativ 15% din electoratul țării și prin urmare alege 42 de membri pentru parlamentului. Circumscripția "Atena A" alege 17 membri pentru parlament, "Thessaloniki A" alege 16, Attica (excluzând cele 4 circumscripții Atena și Piraeus A și B) alege 12, si restul circumscripțiilor aleg un număr cu o singură cifră de membri parlamentari.

### Votarea
Votarea are loc în școli, duminica, o ocazie deosebită pentru elevi care primesc 4 zile libere. Procedura este condusă de către un judecător președintele sau avocat numit de locale, și asistați de cetățeni desemnați prin tragere la sorți într-un proces asemănător. Poliția locală este de asememea prezentă. Reprezentanților partidului local le este permis să supravegheze numărarea voturilor. Rolul lor teoretic este să asigure transparența procedurii, dar de fapt ei sunt cei care comandă mâncare pentru restul echipei.
Tradițional, votarea are loc de la "răsărit până la apus" dar programul este fixat în funcție de cel mai apropiat vârf de oră (ex: 7 AM - 8 PM). Secțiile de votare individuale pot prelungi programul la discreția președintelui, dacă încă mai sunt votanți care stau la rând. Votanții se identifică prin cardul de identificare și numărul total de buletine de vot pentru circumscripția electorală, plus un buletin de vot alb și un plic gol. Apoi se retrag într-o cabină retrasă, echipată cu un pupitru, stilou și coș de gunoi, unde selectează pe buletinul de vot candidatul potrivit. Apoi depun plicul sigilat, cu buletinul de vot în urna de vot și li se acordă cartea de identitate înapoi.
Votanții pot selecta un anumit candidat dinăuntrul listei cu partide, marcând printr-o cruce numele acestuia sau acestora. Numărul maxim de însemnări pe buletinul de vot depinde de numărul de locuri contestate. Însemnările diferite de o cruce pot marca buletinul de vot ca fiind invalid la numărare. De asemenea buletinele de vot cu mai multe însemnări decât numărul permis, sau fără nici o însemnare sunt numărate, dar sunt descalificate în timpul celei de-a doua parți a numărării de voturi. După ce numărarea voturilor s-a încheiat iar rezultatele sunt anunțate oficial, buletinele de vot sunt sigilate și transportate la Biroul Central Electoral la Ministerul de Interne. Acolo, buletinele de vot sunt renumărate mai ales pentru a verifica voturile invalide sau cele care trezesc nelămuriri. Restul problemelor nerezolvate sunt menționate în fața unei adunări special convocate numite Eklogodikeion (Curtea Alegerilor) care adjudecă și publică oficial numele membrilor parlamentari aleși pentru ca noii parlamentari să poată fi convocați. Curtea Alegerilor se pot reuni în orice moment pentru a discuta eventualele contestații depuse de candidații necâștigători, sau pentru a desemna alți membri parlamentari în locul celor care se retrag sau în cazuri de deces. Aceste locuri sunt umplute de următorii candidați în ordine descrescătoare de pe lista partidului care se află pe locul 1. 
O particularitate a Parlamentului Grec este sufragiul, dreptul de vot oferit cetățenilor greci stabiliți în afara granițelor (aproximativ 7 milioane de oameni).

### Legea electorală
În conformitate cu legea electorală actuală, fiecare partid trebuie să primească cel puțin 3% din voturile la nivel național în scopul de a alege membrii ai Parlamentului (așa numitul prag de 3%). Legea, în forma sa actuală favorizează așa numitul "primul partid la finish" care reușește sa ocupe o majoritate absolută (151 de locuri parlamentare din 300). Legea anterioară (aplicată în urma alegerilor legislative din anul 2004) favoriza și mai mult pluralitatea/sitemul electoral majoritar. Legea electorală actuală acordă 40 de locuri în Parlament partidului care obține majoritatea voturilor sau coaliției de partide și repartizează restul de 260 de locuri proporțional cu numărul de voturi valide câștigate de fiecare partid în parte.  Această cifră este ușor mai ridicată decât procentul brut raportat, deoarece există întotdeauna un număr mic de voturi invalide (de obicei mai puțin de 1%) precum și procentul partidelor mici care nu reușesc sa depășească pragul de 3% din voturile totale.
Există de asemnea un set de reguli destul de complicat care se ocupă cu rotunjimea zecimalelor din rezultate, în sus sau în jos și care asigură reprezentarea parlamentară a partidelor mai mici. Un alt set de reguli repartizează cele 40 de locuri premium în parlament, partidului care a câștigat majoritatea voturilor. Locurile individuale sunt repartizate prin "bifarea" candidatului pe buletinul de vot. Votanții bifează numele candidatului sau a candidaților preferați, numărul permis fiind cuprind între 1 și 5 în funcție de dimensiunea circumscripției. Buletinele de vot cu nici o însemnare sau cu mai multe însemnări decât numărul permise, se numără numai în favoarea partidului respectiv, nu și în favoarea candidatului. Numărarea voturilor este realizată manual în prezența unor reprezentanți a tuturor partidelor participante. Numărarea voturilor pentru partid, care este mai simplă este realizată prima pentru a face declarația oficială cât mai rapid. Numărarea voturilor pentru fiecare candidat în parte poate dura până la câteva zile. Odată ce numărul de locuri pentru fiecare partid și circumscripție în parte este determinat, acestea sunt ocupate în ordinea descrescătoare a numărului de voturi. Șefii de partid sau prim-miniștrii din trecut sunt plasați automat în topul partidului lor.
Prin dispoziție constituțională, legea electorală poate fi schimbată prin majoritate parlamentară, dar ea intră în vigoare doar de la alegerile viitoare, o singură excepție fiind atunci când se obține un vot parlamentar majoritar (peste 200). Numai în acest ultim caz, legea electorală este aplicată imediat. Un caz asemănător este legea electorală actuală, care e similară cu cea precedentă, cu excepția faptului ca alocă un număr de 50 de locuri premium, în loc de 40, partidului care câștigă majoritatea voturilor.  Întrucât această lege a fost adoptată cu majoritate simplă, aceasta nu va fi folosită pentru alegerile parlamentare viitoare, ci pentru celelalte care urmează.

### Electoratul
Toți cetățenii greci care au peste 18 ani la data alegerulor, au drept de vot cu singura condiție ca aceștia să fie pe registrul electoral cu excepția cazului când:
- ei sunt inchisi pentru o infracțiune penală și au fost în mod expres privați de dreptul de a vota prin hotărâre judecătorească (acest lucru se întâmplă numai în cazuri rare de înaltă trădare sau revoltă. Persoanele închise votează în secții special amenajate în interiorul închisorilor.
- sunt incapabili din punct de vedere mental de a lua o decizie rezonabilă în conformitate cu o hotărâre judecătorească. În practică, aceasta se aplică numai la un procent de pacienți cu boli mintale instituționalizați.

În trecut, cetățenii care deveneau majori trebuiau sa se înregistreze și era emise o broșură a „alegerilor", cu care se vota. În prezent, înregistrarea alegătorii nu este necesară: se face în mod automat când fiecare cetățean împlinește 18 ani. Dovada identității se face prin carduri de identitate sau pașaport emise de stat. O înregistrare specială este necesară doar pentru vot absent, care se face la locul de reședință temporară a alegătorului în ziua alegerilor. Mulți greci aleg să păstreze drepturile de vot în casa familiei lor originale, uneori din motive de tradiție, uneori din motive de patronaj. Constituția asigură, ca urmare a modificării din 2001 dreptul cetățenilor greci care locuiesc în străinătate să voteze pentru alegerile legislative. Cu toate acestea, nici o lege de punere în aplicare a prevederii constituționale nu a fost aprobată.
Votarea obligatorie este legea care nu este pusă în aplicare. În trecut, un cetățean trebuia să prezinte o broșură a alegerilor până la data respectivă în scopul de a i se elibera un permis de conducere sau un pașaport, sau să justifice de ce nu au votat (de exemplu, din cauza absenței, infirmitate, sau a vârstei înaintate) . Datoria civică de vot este considerată încă "obligatorie", dar nu există sancțiuni pentru nerespectarea obligației de vot. Prezența la vot este de obicei mare, de obicei între 70 și 80% pentru alegerile legislative și ușor mai scăzută pentru cele administrative locale și pentru Parlamentul European.

### Sistemul de partide
Înainte de 1910, Grecia nu avea un sistem de partide coerent în concordanță cu trăsăturile democrației moderne care era reprezentativă. Formațiunile politice ale secolului al XIX-lea nu aveau o structură organizatorică stabilă și o orientare ideologică clară. Uneori, ele au constituit doar escorta incoerentă și efemeră a unui politician proeminent.
Primele partide grecești cu un fundal ideologic în conformitate cu acea concepție modernă de partid politic au apărut după 1910 când Eleftherios Venizelos era prezent în viața politică elenă și a fondat Partidul Liberal. Valul creat de Partidul Liberal a avut ca rezultat o reacție provenită din partea vechiului sistem al cărui lideri au format nucleul unei mișcări opuse, conservatoare, care a folosit monarhia drept banner. Astfel s-au format cele 2 mari mișcări ideologice, partidul republican central-liberal și partidul monarhist-conservator. Aceste două organizații s-au confruntat în numeroase alegerile legislative timp de multe decenii, până la metapolitefsi. După metapolitefsi din 1974, mișcarea de stânga-socialistă a înlocuit centriștii și a ocupat partea principală a electoratului lor. O parte mai mică din centriști de odinioară, împreună cu majoritatea conservatorilor, s-au afiliat cu centru-dreapta cu partidul Noua Democrație care s-a auto-definit ca un Partid liberal și a elaborat Constituția din 1975 republicană.
În prezent, Grecia are un sistem format din nouă partide, ceea ce înseamnă că sunt două partide dominante: partidul liberal conservator Noua Democrație (ND) și partidul socialist PASOK fiind asfel foarte dificil ca alt partid să câștige alegerile electorale.
Stânga este reprezentată în principal de către Partidul Comunist din Grecia și Coaliția stângii radicale. În ultimii ani are loc apariția treptată a unui fervent Partidul Populist conservator, partid bazat pe naționalism, religie și chestiuni legate de imigrație.
| Partidele grecești la guvernare din 1974 |     |     |     |     |     |     |     |     |     |     |     |     |     |
| \| Partide \| '74 \| '77 \| '81 \| '85 \| '89 \| '89 \| '90 \| '93 \| '96 \| '00 \| '04 \| '07 \| '09 \| \| Noua Democrație (ND) \| X \| X \| \| \| X \| X \| X \| \| \| \| X \| X \| \| \| Mișcarea socialistă panelenică (PASOK) \| \| \| X \| X \| \| X \| \| X \| X \| X \| \| \| X \| \| Partidul comunist al Greciei (KKE) (ca parte a Synaspismos) \| \| \| \| \| X \| X \| \| \| \| \| \| \| \| \| Synaspismos \| \| \| \| \| X \| X \| \| \| \| \| \| \| \| |     |     |     |     |     |     |     |     |     |     |     |     |     |
| Partide | '74 | '77 | '81 | '85 | '89 | '89 | '90 | '93 | '96 | '00 | '04 | '07 | '09 |
| Noua Democrație (ND) | X   | X   |     |     | X   | X   | X   |     |     |     | X   | X   |     |
| Mișcarea socialistă panelenică (PASOK) |     |     | X   | X   |     | X   |     | X   | X   | X   |     |     | X   |
| Partidul comunist al Greciei (KKE) (ca parte a Synaspismos) |     |     |     |     | X   | X   |     |     |     |     |     |     |     |
| Synaspismos |     |     |     |     | X   | X   |     |     |     |     |     |     |     |

| Partide                                                     | '74 | '77 | '81 | '85 | '89 | '89 | '90 | '93 | '96 | '00 | '04 | '07 | '09 |
| Noua Democrație (ND)                                        | X   | X   |     |     | X   | X   | X   |     |     |     | X   | X   |     |
| Mișcarea socialistă panelenică (PASOK)                      |     |     | X   | X   |     | X   |     | X   | X   | X   |     |     | X   |
| Partidul comunist al Greciei (KKE) (ca parte a Synaspismos) |     |     |     |     | X   | X   |     |     |     |     |     |     |     |
| Synaspismos                                                 |     |     |     |     | X   | X   |     |     |     |     |     |     |     |

### Cele mai recente alegeri

#### Europene
Pentru mai multe detalii despre acest subiect, vedeți European Parliament election, 2009 (Greece).
Format:European Parliament election, 2009 (Greece)

#### Naționale
Pentru mai multe detalii despre acest subiect, vedeți Greek legislative election, 2009.
Format:Greek legislative election, 2009

## Alegerea Președintelui Republicii

Drapelul Președintelui Greciei

Președintele Republicii Elene este ales de Parlament pe termen de 5 ani și un maxim de 2 mandate în funcție. Eligibil pentru Președinție este orice persoană care:
- are cetățenie greacă de cel puțin 5 ani
- are o mamă sau tată de origine grecească
- are 40 de ani sau mai mult
- poate vota

Când un mandat prezidențial expiră Parlamentul votează pentru a alege noul Președinte. În primele două ture de scrutin o majoritate de 2 / 3 (200 de voturi) este necesară. Turul al treilea și ultimul necesită un 3 / 5 (180 voturi) a majorității. În cazul în care turul al treilea este nu poate fi valorificat, Parlamentul este dizolvat, iar alegerile sunt proclamate de către fostul președinte în următoarele 30 de zile. În noul Parlament,alegerea președintelui este repetată imediat necesitând o majoritate de 3 / 5 pentru votul inițial, o majoritate absolută (151 voturi) pentru al doilea tur de scrutin și o majoritate simplă pentru al treilea tur și pentru cel final. Sistemul este conceput astfel încât să promoveze un consens în rândul candidaților principalelor partide politice la președinție.

### Președinții aleși pentru cea de-a treia Republică Elenă (1974-)
| De la-Până la                     | Președinte             | Susținut de                                                        | Ales din                     |
| --------------------------------- | ---------------------- | ------------------------------------------------------------------ | ---------------------------- |
| Iunie 19, 1975 - Mai 15, 1980     | Constantine Tsatsos    | Noua Democrație                                                    | primul tur                   |
| Mai 15, 1980 - Martie 10, 1985    | Constantine Karamanlis | Noua Democrație                                                    | al treilea tur               |
| Martie 30, 1985 - Mai 4, 1990     | Christos Sartzetakis   | Mișcarea socialistă panelenică, Partidul comunist al Greciei (KKE) | al treilea tur               |
| Mai 4, 1990 - Martie 10, 1995     | Constantine Karamanlis | Noua Democrație                                                    | al doilea tur (după alegeri) |
| Martie 10, 1995 - Martie 11, 2000 | Kostis Stephanopoulos  | Mișcarea socialistă panelenică, Polan                              | al treilea tur               |
| Martie 11, 2000 - Martie 12, 2005 | Kostis Stephanopoulos  | Noua Democrație, Mișcarea socialistă panelenică                    | Primul tur                   |
| Martie 12, 2005 - Martie 13, 2010 | Karolos Papoulias      | Noua Democrație, Mișcarea socialistă panelenică                    | Primul tur                   |

### Alegerile Parlamentare Europene
Grecia a avut o Delegație de Membri ai Parlamentului European în Parlamentul European de la aderarea ei la UE în 1984. Inițial, delegația greacă avea 25 de membri, dar după 2004 a fost redusă la 24 (datorită creșterii țărilor membre ale UE). În 2009, aceasta s-a redus la 22 de membri. Acești deputații europeni sunt aleși la fiecare 5 ani pe baza unei sisten electoral Party-list proportional representation. La alegerile europene, întreaga țară formează o singură zonă electorală (circumscripție electorală).
În prezent, există șase partide grecești reprezentate în Parlamentul European:  Noua Democrație, PASOK, Partidul Comunist al Greciei(KKE), Coaliția Stângii Radicale (Syriza), Popular Orthodox Rally (LAOS) and Ecologist Greens.
Format:European Union elections

### Alegerile locale
În urma alegerilor locale sunt aleși sub-prefecții, prefecții și primarii pentru cele 3 prefecturi mari ale țării, 54 prefecturi, 900 municipalități și pentru cele aproximativ 135 comunități ale Greciei. Se aleg și consilierii. 
În conformitate cu actualul sistem de vot, candidatul care conduce sondajul (și lista lui de votare) reuțind un procent mai mare de 42% din voturi în prima rundă de vot este ales în funcția publică. Dacă nici un candidat nu atinge acest procent, o a doua rundă de vot are loc între primii doi cei mai bine votați candidații din primul tur. În alegerile la nivel comunitar nu există nici un al doilea tur, adică alegerile sunt câștigate de cel mai votat candidat. Pragul de 42 la sută a fost introdus într-o reformă juridică din 2006. Anterior, pragul a fost de 50 la sută în primul tur.
Primele alegeri prefectorale au avut loc în anul 1994 (Legea 2218/1994). Anterior, prefecții au fost numiți de executiv.
Alegerile prefectprale și municipale sunt organizate la fiecare patru ani, în mod tradițional în luna octombrie. Ultimele alegeri localeau avut loc pe 15-10-2006.

#### Alegerile legislative din Grecia, 1981
Alegerile legislative grecești care  au avut loc pe 18 octombrie 1981 au marcat o nouă eră în istoria modernă a Greciei.
Andreas Papandreaou și PASOK s-au confruntat cu Noua Democrație și George Rallis. Papandreaou a realizat o alunecare de teren și PASOK a format primul guvern socialist din istoria Greciei. (In 1963 centriștii au format un guvern sub conducerea lui George Papandreaou, tatăl lui Andreas, dar partidul lor, al Uniunii de Centru , nu a fost un partid socialist ci unul centrist, socio-liberal).
Post-electorală
Dupa formarea noului guvern, Andreas Papandreaou l-a liniștit pe președintele conservator al Republicii și fondatorul Noii Democrații, Constantin Karamanlis și l-a asigurat că el va urma o politică moderată atât timp cât afacerile externe sunt în cauză. Astfel, în ciuda retoricii radicale de dinaintea alegerilor, Papandreaou nu a eliminat Grecia NATO și UE. În același timp, prim-ministrul a găsit un anume mod de viață cu Karamanlis. În afacerile interne, guvernul lui Papandreaou a introdus câteva reforme interesante (legalizarea nunților civile, legea noii familii, naționalizarea unor companii private, etc).
Principalul partid de opoziție, Noua Democrație, s-a confruntat cu conflicte interne grave. George Rallis a fost forțat să demisioneze după înfrângere și el a fost urmat de Evangelos Averoff, fostul ministru al guvernelor Karamanlis. În 1984 Averoff a demisionat din cauza problemelor de sănătate și Konstantinos Mitsotakis a devenit noul lider al Noii Democrații. De menționat, Mitsotakis și Papandreaou au fost amândoi centriști înainte de 1967 și au aparținut aceluiași partid, al Uniunii de Centru al lui George Papandreaou. Cu toate acestea, ei au fost adversari puternici și niciodată nu s-au plăcut. Papandreaou l-a numit pe Mitsotakis “un dezertor, un apostat” pentru că în 1965 el a fugit de la Uniunea de Centru și a participat la un nou guvern făcându-i pe plac lui Constantin al-II-lea, care tocmai acceptase demisia lui George Papandreaou , după un dezacord grav între Rege și prim-ministru.

## Plebiscite/Referendumuri
Toate plebiscitele efectuate în Grecia între anii 1920 - 1974 au avut de a face cu forma de guvernare, și anume menținerea/restabilirea sau abolirea monarhiei. Ultimul plebiscit din 1974 este considerat final și concludent cu privire la problema șefului de stat și alegerea modelului constituțional al republicii parlamentare, deoarece marea majoritate favoriza abolirea monarhiei și modul liber și corect în care plebiscitul sa se efectueze:

## Galerie de imagini

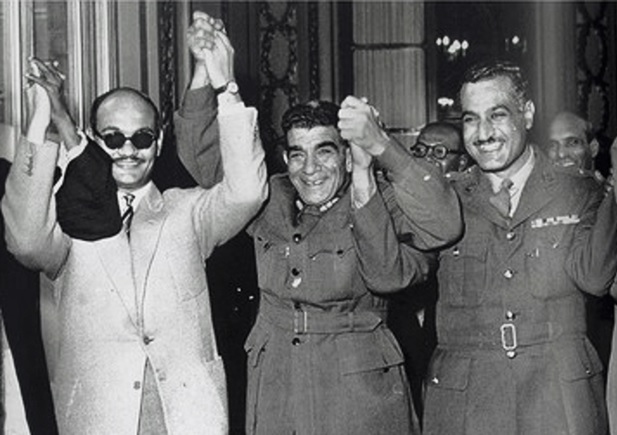
Regele Constantin al II-lea
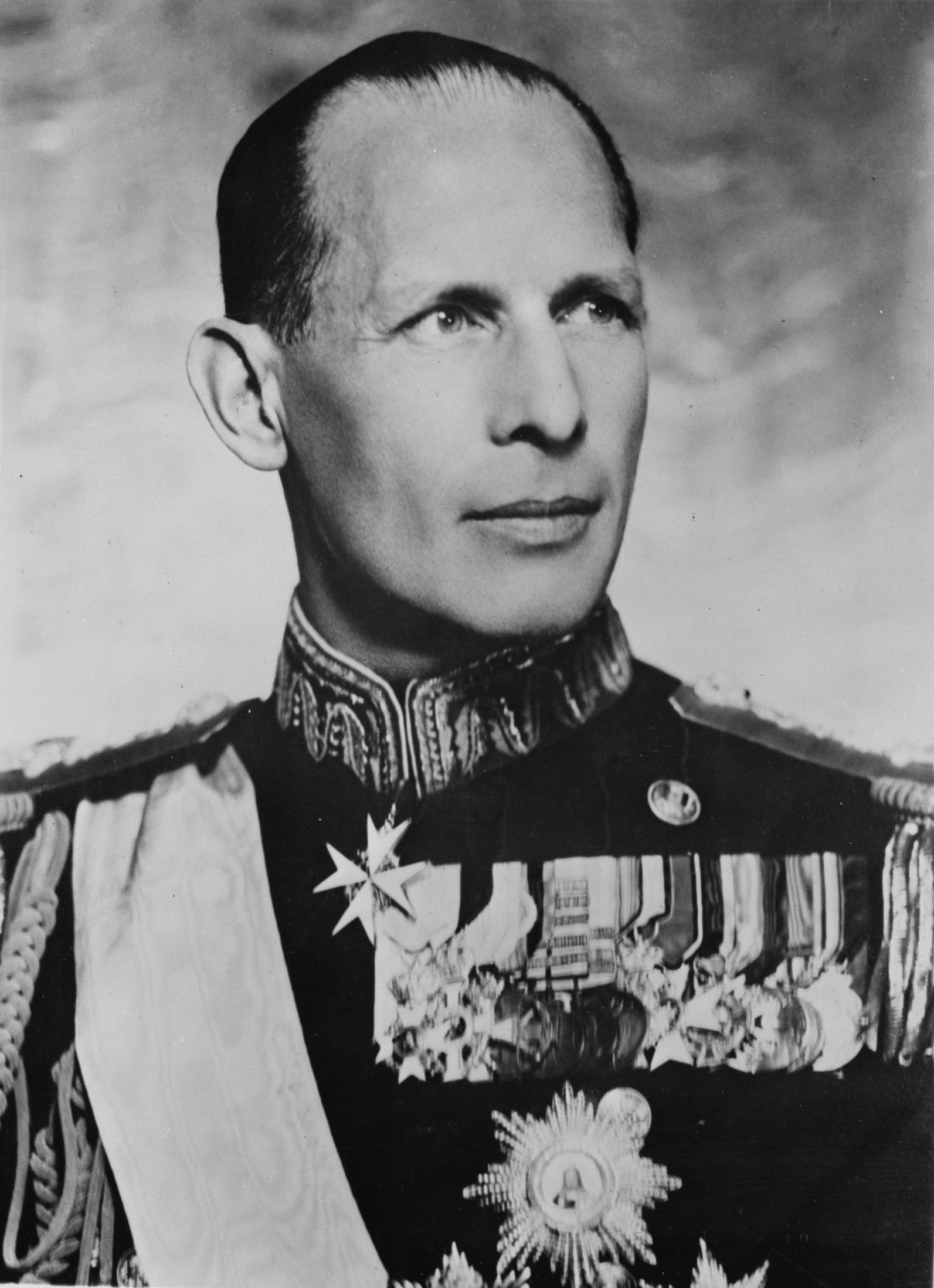
Regele George al II
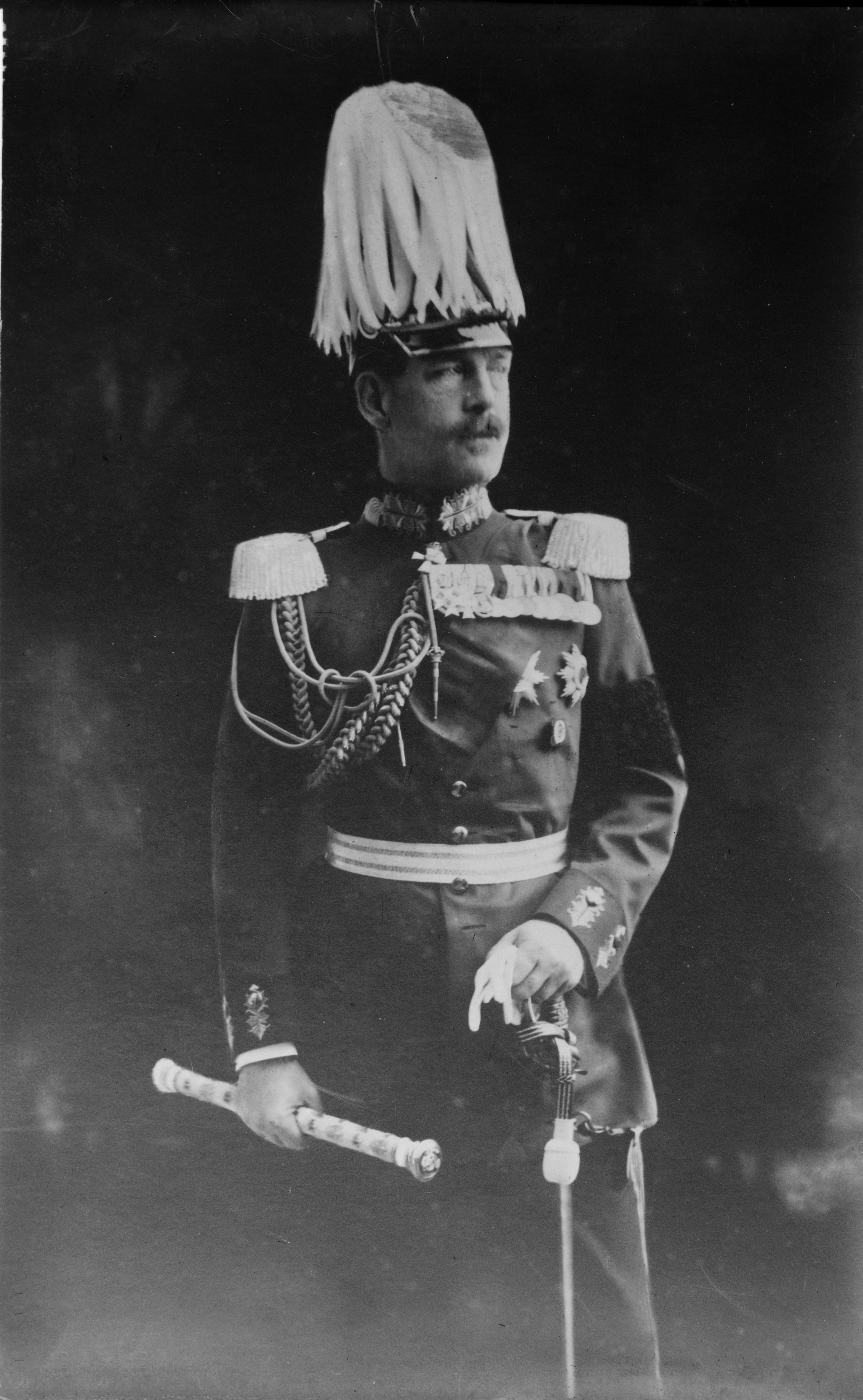
Regele Constantin I

Actuala Constituție asigură două tipuri de referendumuri:
- un referendum în ceea ce privește adoptarea unei legi
- un referendum în ceea ce privește unele probleme de stat.

Cu toate acestea, aceste dispoziții constituționale nu au fost încă adoptate în drept și, prin urmare, nu există nici o procedură pentru un referendum care va avea loc.